# اداوعزا (تافضنا)

اداوعزا هي إحدى مشيخات المملكة المغربية، تتبع جغرافيا لإقليم الصويرة وإداريًا لتافضنا. يقدر عدد سكانها بـ 1940 نسمة حسب الإحصاء الرسمي للسكان والسكنى لسنة 2004.

## الموقع الجغرافي
تقع تافضنا على بُعد حوالي 30 كيلومترًا شمال جنوب مدينة الصويرة، وتتميز بوجود شاطئها الجميل الذي يُعد وجهة مفضلة للزوار الباحثين عن الهدوء والطبيعة.